# Mariví Bilbao
Mariví Bilbao   (Bilbao, 22 de gener de 1930 - 3 d'abril de 2013) nom artistic de María Victoria Bilbao-Goyoaga Álvarez, va ser una actriu basca, especialment coneguda pel paper de Marisa Benito a la sèrie espanyola Aquí no hay quien viva i pel paper d'Izaskun a La que se avecina. Va començar al teatre amb el grup Cultura Hispànica de Bilbao i posteriorment va fundar el grup Akelarre. Tot i els inicis escènics, va orientar la seva trajectòria cap al cinema i la televisió. Va debutar al cinema el 1959 amb curtmetratges de Javier Aguirre i va participar en nombroses d'aquestes produccions, incloent el curt Éramos pocos, nominat als Oscar. El seu primer llargmetratge va ser Siete calles (1981), i posteriorment va intervenir en altres com La comunidad o Carmen. A la televisió va assolir gran popularitat amb les sèries Aquí no hay quien viva i La que se avecina. Ha rebut diversos premis, inclòs el Lleó d’Or per Alumbramiento i guardons per la seva feina en televisió.

## Filmografia

### Pel·lícules
- Maktub (2011), de Paco Arango.[1]
- No controles (2010), de Borja Cobeaga.
- Sukalde kontuak (2009), d'Aitzpea Goenaga.
- Trío de ases: el secreto de la Atlántida  (2008), de Joseba Vázquez.
- El Calentito (2005), de Chus Gutiérrez.[1]
- El chocolate del loro (2005), d'Ernesto Martín.
- La mirada violeta (2004), de Nacho Pérez de la Paz i Jesús Ruiz.
- Carmen (2003), de Vicente Aranda.[1]
- Torremolinos 73 (2003), de Pablo Berger.[1]
- Marujas asesinas (2001), de Javier Rebollo.[1]
- La comunidad (2000), d'Álex de la Iglesia.[1]
- Aunque tú no lo sepas (2000), de Juan Vicente Córdoba.
- Las huellas borradas (1999), d'Enrique Gabriel.
- Ione, sube al cielo (1999), de Joseba Salegui.
- Pecata minuta (1999), de Ramón Barea.
- Entre todas las mujeres (1998), de Juan Ortuoste.
- A ciegas (1997), de Daniel Calparsoro.[1]
- Calor... y celos (1996), de Daniel Calparsoro.[1]
- Malena es un nombre de tango (1996), de Gerardo Herrero.
- Pasajes (1996), de Daniel Calparsoro.
- Salto al vacío (1995), de Daniel Calparsoro.
- Sálvate si puedes (1995), de Joaquín Trincado.
- No me compliques la vida (1991), d'Ernesto Del Río.
- El mar es azul (1989), de Juan Ortuoste.
- Eskorpion (1988), de Ernesto Tellería.

### Curtmetratges
- Lala (2009), d'Esteban Crespo
- Atardecer (2009), de Santiago Lucas i Javier Muñoz.
- Sótano (2008), de Jon Cortegoso.
- Alumbramiento (2007), d'Eduardo Chapero-Jackson.
- Trío de ases (2006), de Joseba Vázquez.
- Éramos pocos (2005), de Borja Cobeaga.
- Entre nosotros (2005), de Darío Stegmayer.
- Tercero B (2002), de José María Goenaga.
- Terminal (2002), d'Aitzol Aramaio i Juan Pérez Fajardo.
- La primera vez (2001), de Borja Cobeaga.
- Hyde & Jekill (2000), de Sara Mazkiaran.
- Jardines deshabitados (2000), de Pablo Mal.
- Amor de madre (1999), de Koldo Serra i Gorka Vázquez.
- El trabajo (1999), d'Igor Legarreta i Emilio Pérez.
- Adiós, Toby, adiós (1995), de Ramón Barea.
- Lourdes de segunda mano (1995), de Chema de la Peña.
- La leyenda de un hombre malo (1994), de Myriam Ballesteros.
- Agur, Txomin (1981), de Javier Rebollo.[1]
- Irrintzi (1978), de Mirentxu Loxarte.
- Playa insólita (1962), de Javier Aguirre.[1]

### Sèries de televisió
Papers fixos
- La que se avecina (76 capítols, any 2007-2013)
- Apaga la luz (2007)
- Aquí no hay quien viva (90 capítols, 2003-2006)
- El show de la 3 (2005)
- Mis estimadas víctimas (2005)
- Entre dos fuegos (1998)

Papers miscel·lanis
- A tortas con la vida (1 capítol, 2005)
- Periodistas (2 capítols, 2002)
- Hospital Central (2 capítols, 2001)
- Raquel busca su sitio (1 capítol, 2000)
- Manos a la obra (2 capítols, 1998)
- Al salir de clase (2 capítols, 1997)
- La Que Se Avecina(6 Temporades, 2013)

## Premis i nominacions
| Any  | Premi                                     | Categoria                                                      | Títol                                | Resultat   |
| ---- | ----------------------------------------- | -------------------------------------------------------------- | ------------------------------------ | ---------- |
| 2002 | Festival de Cinema Espanyol de Màlaga     | Biznaga de Plata (curtmetratges):Millor interpretació femenina | La primera vez                       | Guanyadora |
| 2002 | Festival de Cinema Internacional d'Orense | Premi AISGE:Millor interpretació femenina                      | La primera vez                       | Guanyadora |
| 2004 | Premis de la "Unión de Actores" (Espanya) | Millor actriu de repartiment de televisió                      | Aquí no hay quien viva               | Nominada   |
| 2005 | Premis de la "Unión de Actores" (Espanya) | Millor actriu de repartiment de televisió                      | Aquí no hay quien viva               | Guanyadora |
| 2005 | TP d'Or                                   | Millor actriu                                                  | Aquí no hay quien viva               | Nominada   |
| 2006 | Premis ATV                                | Millor interpretació femenina                                  | Aquí no hay quien viva               | Guanyadora |
| 2008 | Festival d'Alacant                        | Millor actriu                                                  | Alumbramiento                        | Guanyadora |
| 2008 | Festival de Cinema d'Osca                 | Premi Ciutat d'Osca                                            | Per la seva trajectòria professional | Guanyadora |
| 2008 | Cinema Basc en Zinemaldia                 | Premi Ama Lur                                                  | Per la seva trajectòria professional | Guanyadora |
| 2013 | Premis de la "Unión de Actores" (Espanya) | Millor actriu de repartiment de televisió                      | La que se avecina                    | Guanyadora |